# Barbus pallaryi
Barbus pallaryi là một loài cá vây tia riêng biệt đang bị hoài nghi trong họ Cyprinidae. Nó được tìm thấy ở Algérie và Maroc. 
Môi trường sống tự nhiên của chúng là suối nước ngọt. Nó không được xem là loài bị đe dọa bởi IUCN.